# Liste der Kulturdenkmale in Obergurig

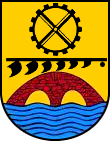
Wappen

In der Liste der Kulturdenkmale in Obergurig sind die Kulturdenkmale der sächsischen Gemeinde Obergurig verzeichnet, die bis September 2024 vom Landesamt für Denkmalpflege Sachsen erfasst wurden (ohne archäologische Kulturdenkmale). Die Anmerkungen sind zu beachten.
Diese Liste ist eine Teilliste der Liste der Kulturdenkmale im Landkreis Bautzen.

## Obergurig
| Bild                                    | Bezeichnung | Lage                                                                | Datierung | Beschreibung | ID       |
| --------------------------------------- | --- | ------------------------------------------------------------------- | --- | --- | -------- |
|                                         | Wohnstallhaus | Blumenthal 3 (Karte)                                                | Um 1800 | Obergeschoss Fachwerk verbrettert, ursprünglich erhaltenes Gebäude der Aussiedlungs-Gruppe, baugeschichtlich von Bedeutung, Fenster original erhalten | 09252926 |
| Direkt Bild zu diesem Denkmal hochladen | Wohnstallhaus mit Oberlaube und Scheune eines Zweiseithofes                                                                                          | Blumenthal 6 (Karte)                                                | Türstock bezeichnet mit 1806 | Wohnstallhaus Obergeschoss Fachwerk, Scheune Fachwerk, baugeschichtlich und wirtschaftsgeschichtlich von Bedeutung, Wohnstallhaus Umgebinde ausgemauert, Obergeschoss Fachwerk, Oberlaube, Dachüberstand, Fenster verändert | 09252925 |
| Weitere Bilder                          | Denkmal für die Gefallenen des Ersten Weltkrieges | Hauptstraße (bei der Fortschrittsiedlung, auf dem Friedhof) (Karte) | Nach 1918 | Ortsgeschichtlich von Bedeutung | 09252919 |
| Weitere Bilder                          | Herrenhaus und drei Wirtschaftsgebäude eines ehemaligen Rittergutes                                                                                  | Hauptstraße 2 (Karte)                                               | 16. Jahrhundert | Herrenhaus barocker Putzbau mit Walmdach, profiliertes Sandsteinportal mit vorgelagerter Freitreppe, Wirtschaftsgebäude verputzte Bruchsteinbauten mit Satteldächern, baugeschichtlich und wirtschaftsgeschichtlich von Bedeutung. Herrenhaus zweigeschossig, massiv, Rückseite Strebepfeiler, mit mächtigem Walmdach, Gurtgesims, alte Putzgliederung, Erdgeschoss Rustizierung, Türgewände profiliert, Sandstein-Fenstergewände, vorgelagerte Freitreppe, ehemals Mansarddach, Haustür Neorenaissance, innen kreuzgewölbter Raum mit Kamin und ornamentaler Deckenbemalung, Stofftapete, altes Türschloss. Ehemaliges Herrenhaus. Stattliches Barockgebäude mit Walmdach, 18. Jahrhundert, unter Verwendung von Bausubstanz des 16. Jahrhunderts. Fassadengestaltung durch Rustizierung im Erdgeschoss mit abschließendem Gurtgesims, Lisenen und Spiegel im Obergeschoss. Vor dem profilierten Sandsteinportal mit Korbbogen eine Freitreppe. An der Rückseite Strebepfeiler. Kreuzgratgewölbter Raum mit Kamin und ornamentaler Deckenbemalung, Stofftapete, vermutlich 18. Jahrhundert. | 09252913 |
|                                         | Ehemalige Schule mit Lutherstein | Hauptstraße 20 (Karte)                                              | Grundstein bezeichnet mit 1882 (Schule); Portal bezeichnet mit 1883 (Schule); bezeichnet mit 1883 (Lutherstein)                                    | Gründerzeitlicher Putzbau mit aufwändigem Portal, baugeschichtlich und ortsgeschichtlich von Bedeutung, massiv, zweigeschossig, Portal mit vier kannelierten dorischen Pilastern, darüber Gebälk und flacher Giebel mit Akroterien, zwei schmiedeeiserne Blitzableiter, flaches Satteldach | 09252912 |
|                                         | Wohnstallhaus, Granittrog und Granitpfosten der Einfriedung                                                                                          | Hauptstraße 27 (Karte)                                              | Nach 1850 | Obergeschoss Fachwerk, baugeschichtlich und ortsbildprägend von Bedeutung. Ehemalige Stallöffnung zum Teil geschlossen (jetzt Fenster zum Bad), ehemalige Scheunenöffnung jetzt großformatiges Glasfenster wegen Werkstattnutzung, Türöffnung zum Wohnbereich zurzeit durch Vorhäuschen (Windfang) verstellt, in Struktur unveränderter Baukörper, grundlegende Proportionen erhalten, Obergeschoss originale Holzkastenfenster, zweiflügelig, Dacheindeckung ursprünglich Biberschwanz, vor ca. 8 Jahren jedoch durch gestrichene Betonpfanne ersetzt, Krüppelwalmdach, Granitpfosten der Einfriedung zum Teil unbehauen (bzw. grob), zum Teil fein bearbeitet, es handelt sich hierbei um Auflagepfosten statt sonst üblicher Durchsteckpfosten, Granittrog im Hof vor der Scheune, im Zusammenhang mit dem Ortsbild wichtige Funktion als Pendant zur alten Schmiede (Schulstraße 4) und zur alten Schule. | 09279038 |
| Weitere Bilder                          | Zwei Wohnhäuser über winkligem Grundriss mit Verbindungsbau als Teil der ehemaligen Schmiede, deren technische Ausstattung sowie rückwärtige Scheune | Schulstraße 4, 4a (Karte)                                           | Bezeichnet mit 1709 (Wohnhaus); Traufseite zur Straße, im Türstock bezeichnet mit 1810 (Wohnhaus); Anfang 20. Jahrhundert (Technische Ausstattung) | Straßenseitiges Wohnhaus mit Schmiede, Obergeschoss Fachwerk verbrettert, ehemaliges Umgebindehaus, vorhandene Blockstube, Satteldach, mit dem Giebel zur Straße stehendes älteres Wohnhaus vermutlich ehemaliges Umgebindehaus, steiles Krüppelwalmdach, Granittürstock, Fachwerkscheune, baugeschichtlich, ortsgeschichtlich und straßenbildprägend von Bedeutung. - Nummer 4: Wohnhaus (Obergeschoss Fachwerk) mit Verbindungsbau (Schmiede) und Scheune - Nummer 4a: Wohnhaus (mit Krüppelwalmdach), giebelständiges Wohnhaus stark verändert, schmiedeeiserner Blitzableiter auf dem traufständigen Gebäude - Ausstattung der Schmiede Anfang 20. Jahrhundert, kleine Scheune mit Krüppelwalmdach und weitgehender Authentizität, Fachwerk verputzt | 09252917 |
|                                         | Schule mit nördlichem Anbau | Schulstraße 6 (Karte)                                               | Schlussstein bezeichnet mit 1926/1927 | Zweigeschossiger Hauptbau mit Walmdach und Dachreiter mit Uhr, expressionistische Bauplastik, Walmdach mit vier Dachhäuschen, moderner Anbau der 1960er Jahre, baugeschichtlich und ortsgeschichtlich von Bedeutung, Erdgeschoss Segmentbogenfenster und vier ca. 50 cm hohe Plastiken (Schulkinder), zwölffeldrige Sprossenfenster | 09252918 |
| Weitere Bilder                          | Mühle, drei Steindeckerbrücken und Mühlgraben mit Schütz                                                                                             | Schulstraße 10a (Karte)                                             | In zwei Türstöcken bezeichnet mit 1803 (Mühle); 19. Jahrhundert, Steindeckerbrücken                                                                | Mühlgebäude breit gelagerter barocker Putzbau mit Krüppelwalmdach, Dachhecht und drei Fledermausgaupen, Mühlentechnik insbesondere die original erhaltene Transmission im Gastraum sowie das Mühlrad, baugeschichtlich, ortsgeschichtlich und technikgeschichtlich von Bedeutung. Zweigeschossiges massives Gebäude, sehr breites Krüppelwalmdach mit langem Dachhecht und Fledermausgaupen, zwei Türen mit profilierten Granitgewänden, Gurtgesims. Mühlentechnik: originale erhaltene Transmission mit historischen Gusssäulen im Gastraum und sich im Anbau befindendes Mühlrad (nach historischem Befund zu großen Teilen nachgebaut). Drei Steindeckerbrücken über den Mühlgraben. Bis 2012 unter der Hausnummer 10 in der Denkmalliste. | 09252927 |
|                                         | Wohnhaus mit Oberlaube | Schulstraße 13 (Karte)                                              | Um 1850, Kern womöglich älter | Obergeschoss Fachwerk verschiefert, Frackdach, prägt das Ensemble um die Mühle mit, baugeschichtlich von Bedeutung, ehemals Umgebinde, Fenster original | 09252928 |
|                                         | Wohnhaus (Umgebinde) und Scheune eines Zweiseithofes                                                                                                 | Schulstraße 15 (Karte)                                              | Um 1850, Kern womöglich älter | Wohnhaus Obergeschoss Fachwerk verbrettert, Scheune verbrettertes Fachwerk, prägt das Ensemble um die Mühle mit, baugeschichtlich von Bedeutung, Wohnhaus mit Umgebinde links 3/2 Joche, hinterer Teil umgebaut, Blockstube verschalt, Giebel Fachwerk, verbrettert, Haustür mit Granitgewände | 09252929 |
|                                         | Fabrikantenvilla | Schulstraße 19 (Karte)                                              | Bezeichnet mit 1821 | Breit gelagerter Putzbau mit mittlerem, dreiseitigem Vorbau, Walmdach, baugeschichtlich und ortsgeschichtlich von Bedeutung, zweigeschossig, massiv, mit gekuppeltem Mittelrisalit, Gurt- und Traufgesims, als Wohnhaus des Papierfabrikbesitzers Carl Friedrich Adolf Fischer errichtet, seit 1949 als Kindergarten genutzt | 09252930 |
| Weitere Bilder                          | Produktionsgebäude der ehemaligen Papierfabrik, Mühlgraben und Kaplanturbine                                                                         | Schulstraße 21 (Karte)                                              | Bezeichnet mit 1910–1922 (Fabrikgebäude); bezeichnet mit 1853 (Mühlgraben)                                                                         | Dreigeschossiges Produktionsgebäude mit Durchfahrt, Putzfassade mit markantem Uhrenturm mit Pyramidendach, frühe Betonkonstruktion, baugeschichtlich, ortsgeschichtlich und industriegeschichtlich von Bedeutung, Kaplanturbine technikgeschichtlich bedeutend und von Seltenheitswert. Papiermühle bereits seit 1560 nachweisbar, produzierte mit wenigen Unterbrechungen bis 1945, in diesem Jahr Demontage der gesamten maschinellen Einrichtung der Papierfabrik als Reparationsleistung, darunter auch die zwei bisher zur Kraftstromerzeugung eingesetzten Francisturbinen. - Produktionsgebäude: dreigeschossiger Produktionsbau mit Durchfahrt, Putzfassade mit markantem Uhrenturm mit Pyramidendach, frühe Betonkonstruktion (Nordflügel und Wohnhaus 1995 abgebrochen), von baugeschichtlicher, ortsgeschichtlicher und industriegeschichtlicher Bedeutung - Erhaltene wasserbauliche Anlagen: - Wehranlage in der Spree aus Naturstein (Überfallwehr) - Einlaufbauwerk (Schützen nicht erhalten) mitsamt umgebender Naturstein-Ufermauer mit Treppenabgang - ca. 4 m breiter Obergraben, auf den ersten 50 m unterirdischer Verlauf, überwölbt von einem breiten Natursteingewölbe (Schlussstein bezeichnet mit 1853), anschließend offenes Grabenteilstück mit in Naturstein gemauerten Boden- und Seitenflächen, obere Wandflächen ersetzt durch neue Betoneinfassungen, über 100 m langer Untergraben (nach 1945 verfüllt und vermutlich nicht mehr im Gelände ablesbar) in Verbindung mit dem Produktionsstandort und aufgrund der seltenen, aufwändigen Ausführung als unterirdischer Mühlgraben von baugeschichtlicher und industriegeschichtlicher Bedeutung - Historische Kaplanturbine: trotz ihrer Translozierung als technisches Denkmal anzusehen, als original erhaltene stehende Kaplanturbine (Überdruckturbine) mit Kegelradgetriebe, verstellbaren Turbinenflügeln und hydraulischem Geschwindigkeitsregler inkl. mechanischem Kaplanregler von Seltenheitswert und technikgeschichtlich von Bedeutung, gefertigt von der Maschinenfabrik „Eduard Ruch“ in Oberkirch (gegründet 1879 in der Schweiz als „Koller & Ruch“, 1881 Ansiedlung in Oberkirch, Ausweitung der Fabrikation auf Wasserturbinen und Sägegatter, Weiterführung als „Scheller & Ruch“ sowie ab 1921 als „Gebrüder Ruch“), 2013 Abbau am ursprünglichen Einsatzort (wo?) Ein ggf. neu zu errichtendes Kraftwerk würde als Neubau trotz historisierender Gestaltung und historischer Versatzstücke die Denkmaleigenschaft nicht erfüllen. | 09252931 |
|                                         | Türgewände mit Türblatt | Wilthener Straße 38 (Karte)                                         | Bezeichnet mit 1820 | Profiliertes Granit-Türgewände mit Kämpfer und Schlussstein, bezeichnet mit 1820, Türblatt später, handwerklich-künstlerisch von Bedeutung, stand bis 2002 irrtümlich unter „Hauptstraße 38“ in der Denkmalliste | 09252911 |

## Großdöbschütz
| Bild                                    | Bezeichnung | Lage                                  | Datierung | Beschreibung | ID       |
| --------------------------------------- | --- | ------------------------------------- | --- | --- | -------- |
| Direkt Bild zu diesem Denkmal hochladen | Brunnenstube | (hinter dem Löschwasserteich) (Karte) | 19. Jahrhundert | Ortsgeschichtlich von Bedeutung | 09252922 |
| Direkt Bild zu diesem Denkmal hochladen | Eisenbahnbrücke über die Spree | (Flurstück 466/3) (Karte)             | 1876/1877 | Sieben Bögen, die drei mittleren aus Granit-Haustein, baugeschichtlich, eisenbahngeschichtlich und technikgeschichtlich von Bedeutung, Brücke stand bis 2001 fälschlicherweise unter Ortsteil Kleindöbschütz in der Denkmalliste | 09252915 |
| Weitere Bilder                          | Pink-Mühle; Wohnmühlenhaus, südlich angrenzende Radkammer, daran anschließendes Nebengebäude, östliches Seitengebäude, nördliche Scheune, Mühlentechnik eines Mühlengehöftes sowie Teile des Mühlgrabens und Granit-Zaunpfeiler der Einfriedung | Dorfstraße 5 (Karte)                  | Bezeichnet mit 1802, Wohnmühlenhaus; bezeichnet mit 1838, Radkammer; um 1800 (Scheune und Nebengebäude); bezeichnet mit 1803 (Seitengebäude) | Ehemalige Wassermühle, Wohnmühlenhaus verputzter Bruchsteinbau mit Krüppelwalmdach und fünf Fledermausgaupen, die anderen Gebäude massiv mit Krüppelwalmdächern, baugeschichtlich, ortsgeschichtlich und technikgeschichtlich von Bedeutung. Wohnmühlenhaus: stattliches, zweigeschossiges, massives Gebäude mit Krüppelwalmdach und fünf Fledermausgaupen, mit zwei Granit-Türstürzen, profiliert, mit Kämpfer und Schlusssteinen, über den Türen je eine Inschrifttafel, rechts mit Mühlenwappen (Löwen), im Inneren komplette Mühlentechnik erhalten, Seitengebäude massiv und ebenfalls mit Granit-Türstürzen, Scheune massiv, mit Lüftungsschlitzen und zwei rundbogigen Toren und original erhaltener Transmission, an westlicher Giebelseite im Obergeschoss durch Lüftungsschlitz gestecktes, nach außen sichtbares Wellenrad, alle Gebäude mit Krüppelwalmdach. | 09251513 |
| Direkt Bild zu diesem Denkmal hochladen | Felsenkeller | Dorfstraße 8 (neben) (Karte)          | Türsturz bezeichnet mit 1798 | Wahrscheinlich zur Mühle Dorfstraße 5 gehörend, ortsgeschichtlich von Bedeutung | 09252920 |
| Direkt Bild zu diesem Denkmal hochladen | Wohnstallhaus mit Oberlaube | Hainitzer Straße 7 (Karte)            | Um 1800 | Obergeschoss Fachwerk verputzt, Giebel verschiefert, weitgehend erhaltenes Beispiel für das ursprüngliche Ortsaussehen, baugeschichtlich von Bedeutung, Erdgeschoss verändert | 09251510 |
| Direkt Bild zu diesem Denkmal hochladen | Wohnhaus mit Oberlaube | Hainitzer Straße 16 (Karte)           | 1. Hälfte 19. Jahrhundert | Obergeschoss und Giebel Fachwerk verbrettert, Schleppdach, darunter Oberlaube, zeigt noch weitgehend sein Aussehen des 19. Jahrhunderts, baugeschichtlich von Bedeutung, Erdgeschoss verändert (ausgemauert), Fenster weitgehend in originaler Größe | 09251511 |
| Direkt Bild zu diesem Denkmal hochladen | Wohnstallhaus und Scheune eines Hakenhofes | Hainitzer Straße 23 (Karte)           | 1. Hälfte 19. Jahrhundert | Wohnstallhaus Obergeschoss und Giebel Fachwerk verbrettert, Schleppdach, Scheune verbretterte Holzkonstruktion, teils mit weitem Dachüberstand, baugeschichtlich und wirtschaftsgeschichtlich von Bedeutung, Fenster originale Größe | 09252923 |
|                                         | Lutherstein | Spreeweg (Ecke Dorfstraße) (Karte)    | 1883 | Ortsgeschichtlich von Bedeutung, 1999 erfolgte Umsetzung hierher von Dorfstraße auf neu gestalteten Spreeplatz mit Zustimmung des Denkmalamtes, ehemalige Flurstücksnummer 6 | 09252924 |

## Kleindöbschütz
| Bild                                    | Bezeichnung | Lage                                               | Datierung                                                                                   | Beschreibung | ID       |
| --------------------------------------- | --- | -------------------------------------------------- | ------------------------------------------------------------------------------------------- | --- | -------- |
| Weitere Bilder                          | Spreebrücke Obergurig; Böhmische Brücke; Brücke über die Spree                                                        | (Gemarkung Großdobschütz, Flurstück 454/2) (Karte) | Bezeichnet mit 1724                                                                         | Bogenbrücke mit zwei ungleichen Bögen aus Natursteinen, baugeschichtlich und technikgeschichtlich von Bedeutung sowie landschaftsprägend. Die Brücke überspannt in zwei ungleichen Kreissegmentbögen im Verlauf einer alten Handelsstraße nach Böhmen die Spree und ist in ihrer Ursprünglichkeit erhalten geblieben. Die Brücke quert die Spree in einem Bogen voller Spannung. Die Gesamtlänge des Bauwerks beträgt ca. 35 m. Der größere Bogen besitzt eine Weite von 11,22 m, wohingegen der kleine Bogen 7,18 m überspannt. Der Pfeiler ist 3,58 m breit und mit kräftigen Pfeilervorlagen verstärkt. Die Breite der Brücke beträgt 4,5 m, die Verkehrsbreite 3,5 m. Auf die Brüstung entfallen somit je 0,5 m Stärke. Diese Brücke ist gekennzeichnet durch die Einheitlichkeit von Stirnmauern, Flügelmauern und Brüstungen aus fast unbearbeiteten, auf der Baustelle zugeschlagenen Bruchsteinen aus den oberen Schichten örtlicher Granodioritvorkommen. Die verwendeten Steine wurden ziemlich kleinformatig mit einem hohen Mörtelanteil verarbeitet. Die Stirnmauern und Brüstungen besitzen Fassungen aus schweren Abdeckungen. | 09252914 |
| Direkt Bild zu diesem Denkmal hochladen | „Apfelweinschänke“ (ehemals); Wohnstallhaus (Umgebinde) mit winkligem Anbau und östliches Seitengebäude eines Gehöfts | Großdöbschützer Straße 2 (Karte)                   | Schlussstein bezeichnet mit 1797 (Wohnstallhaus); 2. Hälfte 19. Jahrhundert (Seitengebäude) | Wohnstallhaus Obergeschoss Fachwerk verbrettert, Blockstube verschalt, die Aue dominierendes Ensemble, baugeschichtlich und ortsgeschichtlich von Bedeutung. Stattliches Wohnstallhaus mit profiliertem Granit-Haustürgewände, Fenster originale Größe, Krüppelwalmdach, Fachwerkanbau eingeschossig mit Kastenfenstern, östliches Seitengebäude Feldstein, Krüppelwalmdach, der nördliche Fachwerkverbinder (Werkstatt oder Schuppen) besitzt keinen Denkmalwert | 09251515 |
| Direkt Bild zu diesem Denkmal hochladen | Wohn- und Verwaltungsgebäude einer Destillationsfabrik                                                                | Großdöbschützer Straße 3 (Karte)                   | 1890er Jahre                                                                                | Putzbau mit übergiebeltem Mittelrisalit, baugeschichtlich und ortsgeschichtlich von Bedeutung, Teil des die Spreeaue prägenden Ensembles, massiv, Erdgeschoss Segmentbogenfenster, „Mezzanin“-Geschoss und Dach aus den 1920er Jahren, Reste von Putzgliederung | 09252921 |
| Direkt Bild zu diesem Denkmal hochladen | Wohnstallhaus (Umgebinde)                                                                                             | Großdöbschützer Straße 5 (Karte)                   | 1. Hälfte 19. Jahrhundert                                                                   | Obergeschoss Fachwerk, weite Jochbögen, baugeschichtlich von Bedeutung, Blockstube ausgemauert | 09251514 |
| Direkt Bild zu diesem Denkmal hochladen | Wohnstallhaus (Umgebinde) mit integriertem Wirtschaftsteil                                                            | Großpostwitzer Straße 3 (Karte)                    | Um 1740                                                                                     | Obergeschoss Fachwerk mit Kreuzstreben, Gefache mit Lehm ausgefacht, Umgebinde ausgemauert, mit Schwarzer Küche, Zeugnis des Ortsbildes des 19. Jahrhunderts, baugeschichtlich von Bedeutung, Fenster Obergeschoss originale Größe, Falzziegel, Haustür Granitgewände, Schwarze Küche, Scheunenteil mit Schleppdach | 09252907 |
| Direkt Bild zu diesem Denkmal hochladen | Wohnstallhaus | Großpostwitzer Straße 15 (Karte)                   | Um 1850                                                                                     | Obergeschoss Fachwerk verbrettert, weitgehend im ursprünglichen Sinn erhalten, baugeschichtlich von Bedeutung, Krüppelwalmdach mit alter Biberschwanzdeckung, Erdgeschoss ausgemauert | 09252905 |
| Direkt Bild zu diesem Denkmal hochladen | Wohnstallhaus (Umgebinde)                                                                                             | Großpostwitzer Straße 17 (Karte)                   | Um 1850                                                                                     | Obergeschoss Fachwerk, im Giebel ornamental verschiefert, baugeschichtlich und straßenbildprägend von Bedeutung, Umgebinde profiliert, Fenster original, hinterer Teil umgebaut, Krüppelwalmdach, dazugehörige Scheune 1998 abgebrochen | 09252904 |
| Direkt Bild zu diesem Denkmal hochladen | Wohnstallhaus (Umgebinde)                                                                                             | Mittelweg 6 (Karte)                                | Ende 17. Jahrhundert                                                                        | Obergeschoss Fachwerk verbrettert, Teil des ehemaligen Vorwerks, ältestes Haus im Ort, baugeschichtlich, hausgeschichtlich und ortsgeschichtlich von Bedeutung, Langständerbau, großer Umgebinde-Überstand, Kopfbänder, Fenster originale Größe | 09252908 |
| Direkt Bild zu diesem Denkmal hochladen | Wohnhaus | Wilthener Straße 9 (Karte)                         | Um 1800                                                                                     | Obergeschoss und Giebel Fachwerk verbrettert, weitgehend im Aussehen des 19. Jahrhunderts erhalten, baugeschichtlich von Bedeutung, Fenster Erdgeschoss verändert, Obergeschoss zum Teil verändert | 09252944 |
| Direkt Bild zu diesem Denkmal hochladen | Gasthof „Kuchenhäusel“ (Umgebinde) mit hinterem Anbau und Scheune                                                     | Wilthener Straße 11 (Karte)                        | Türstock Rückseite bezeichnet mit 1817                                                      | Obergeschoss Fachwerk verschiefert, profilierte Umgebindesäulen, Fachwerkscheune zum Teil abgebrochen, baugeschichtlich und ortsgeschichtlich von Bedeutung, Gasthof Obergeschoss Fachwerk, ornamental verschiefert, Fenster originale Größe, Scheune zum Teil abgebrochen, Eiskeller 2012 nicht mehr vorhanden | 09252916 |

## Lehn
| Bild                                    | Bezeichnung   | Lage                             | Datierung                 | Beschreibung | ID       |
| --------------------------------------- | ------------- | -------------------------------- | ------------------------- | --- | -------- |
| Direkt Bild zu diesem Denkmal hochladen | Wohnstallhaus | Großpostwitzer Straße 38 (Karte) | 1. Hälfte 19. Jahrhundert | Obergeschoss Fachwerk, zum Teil verschalt, im Ort einziges weitgehend erhaltenes Gebäude mit Holzkonstruktion, baugeschichtlich von Bedeutung. Stand 1995: Umgebinde zugemauert, Winterfenster, Fenstergrößen original. Stand 2000: Rekonstruktion beendet. | 09251516 |

## Mönchswalde
| Bild                                    | Bezeichnung                                                     | Lage                                                                      | Datierung                      | Beschreibung | ID       |
| --------------------------------------- | --------------------------------------------------------------- | ------------------------------------------------------------------------- | ------------------------------ | --- | -------- |
| Direkt Bild zu diesem Denkmal hochladen | Gasthof und Bruchsteinmauer                                     | Waldstraße 14 (Karte)                                                     | Türgewände bezeichnet mit 1803 | Breit gelagerter Putzbau mit Krüppelwalmdach und Fledermausgaupen, baugeschichtlich und ortsgeschichtlich von Bedeutung. Gasthof zweigeschossig, massiv, Krüppelwalmdach mit Fledermausgaupen, Türgewände Granit, profiliert (wahrscheinlich vom abgebrannten Vorgängerbau), sehr dicke Mauern, Fenster Originalgröße, Segmentbogenfenster im Giebel später. Scheune Feldstein, mit baulichen Veränderungen (liegende Dachfenster), deshalb 2012 Streichung als Denkmal. | 09252902 |
| Direkt Bild zu diesem Denkmal hochladen | Wohnstallhaus (Umgebinde) mit Oberlaube sowie Granit-Zaunsäulen | Waldstraße 18 (Karte)                                                     | 2. Hälfte 18. Jahrhundert      | Obergeschoss Fachwerk verbrettert, Blockstube mit Eckverkämmung, großer Umgebinde-Überstand, baugeschichtlich von Bedeutung, Wohnstallhaus Obergeschoss Fachwerk, verbrettert, massiver Anbau Anfang 20. Jahrhundert, Dach aus jener Zeit, Fenster der Blockstube gesprosst, Obergeschoss-Fenster weitgehend originale Größe | 09252903 |
| Weitere Bilder                          | Denkmal für die Gefallenen des Ersten Weltkrieges               | Wilthener Straße (auf dem Friedhof am Mönchswalder Berg) (Karte)          | Nach 1918                      | Ortsgeschichtlich von Bedeutung, Granitfindling auf Feldsteinsockel | 09252910 |
| Direkt Bild zu diesem Denkmal hochladen | Grenzstein                                                      | Wilthener Straße (südlich der Ortslage Mönchswalde, am Jägerhaus) (Karte) | Bezeichnet mit 1754            | Ortsgeschichtlich von Bedeutung | 09252909 |

## Schwarznaußlitz
| Bild                                    | Bezeichnung                                                                                               | Lage                                                  | Datierung                                  | Beschreibung | ID       |
| --------------------------------------- | --- | ----------------------------------------------------- | ------------------------------------------ | --- | -------- |
| Direkt Bild zu diesem Denkmal hochladen | Wegestein                                                                                                 | Arnsdorfer Straße (Ecke Schlungwitzer Straße) (Karte) | 19. Jahrhundert                            | Verkehrsgeschichtlich von Bedeutung, monolithische Säule mit Sockel, Schaft mit Abfasungen sowie quaderförmigem Kopf | 09252935 |
| Direkt Bild zu diesem Denkmal hochladen | In Eckmauer eingefügter Stein                                                                             | Schlungwitzer Straße (Ecke Arnsdorfer Straße) (Karte) | Bezeichnet mit 1709                        | Ortsgeschichtlich von Bedeutung | 09252934 |
| Direkt Bild zu diesem Denkmal hochladen | Wohnhaus mit Einfriedung und mit hölzerner Pumpe über Brunnen (ohne seitlichen Anbau und ohne Hofgebäude) | Schlungwitzer Straße 6 (Karte)                        | 1882                                       | Wohnhaus mit ehemaligem Laden, hoher Originalitätsgrad bezüglich äußeres Erscheinungsbild und innerer Grundrissstruktur sowie Ausstattung, von baugeschichtlichem und ortsbildprägendem Wert                                                                                                 | 09306486 |
| Direkt Bild zu diesem Denkmal hochladen | Wohnstallhaus mit Oberlaube                                                                               | Schlungwitzer Straße 20 (Karte)                       | Schlussstein außerhalb bezeichnet mit 1747 | Obergeschoss und Giebel Fachwerk verbrettert, mit Nummer 30 das letzte weitgehend erhaltene Haus mit Holzkonstruktion im Ort, baugeschichtlich und hausgeschichtlich von Bedeutung, Fenster Erdgeschoss und Obergeschoss zum Teil erheblich vergrößert, Erdgeschoss nachträglich ausgemauert | 09252933 |
| Direkt Bild zu diesem Denkmal hochladen | Wohnstallhaus mit Oberlaube                                                                               | Schlungwitzer Straße 30 (Karte)                       | 2. Hälfte 18. Jahrhundert                  | Obergeschoss und Giebel Fachwerk verbrettert, mit Nummer 20 das letzte original erhaltene Gebäude mit Holzkonstruktion im Ort, baugeschichtlich und hausgeschichtlich von Bedeutung, Fenster Obergeschoss originale Größe, alte Biberschwanzdeckung, ehemals Umgebinde                       | 09252932 |

## Singwitz
| Bild                                    | Bezeichnung | Lage                                          | Datierung | Beschreibung | ID       |
| --------------------------------------- | --- | --------------------------------------------- | --- | --- | -------- |
| Direkt Bild zu diesem Denkmal hochladen | Trauerhalle mit seitlich angebautem Glockenturm und Denkmal für Gefallene des Ersten Weltkrieges                        | Bahnhofstraße 13 (Karte)                      | 1920er Jahre | Bau- und ortsgeschichtliche Bedeutung | 09306358 |
| Direkt Bild zu diesem Denkmal hochladen | Zwei Scheunen und nördliches Seitengebäude eines Vierseithofes sowie Haustürgewände des westlichen Wohnhauses           | Bahnhofstraße 38 (Karte)                      | 1810 (Seitengebäude); nach 1863 (Seitengebäude); um 1800 (Scheune)                                                         | Eine Scheune über winkelförmigem Grundriss, nach Westen ein weiterer Scheunenbau, beide Gebäude aus Feldstein, Seitengebäude Feldsteinbau mit Satteldach und Dachreiter, Relikt des alten Ortsbildes, baugeschichtlich, wirtschaftsgeschichtlich und ortsbildprägend von Bedeutung, nördliches Seitengebäude mit Drempel und prägendem Dachreiter, südliche Scheune über Hakengrundriss, nach Osten mit Krüppelwalmdach und Verbretterung abschließend, Wohnhaus zu sehr verändert, aber mit Korbbogen-Türgewände mit Schlussstein                                     | 09253702 |
| Direkt Bild zu diesem Denkmal hochladen | Wegestein | Bautzener Straße (Ecke Bahnhofstraße) (Karte) | 19. Jahrhundert | Verkehrsgeschichtlich von Bedeutung, monolithische Granitsäule, Schaft mit Abfasungen, darüber quaderförmiger Kopf mit flachpyramidalem Abschluss, Schriftspiegel eingetieft, Inschriften (Ortsangaben, Richtungspfeile) vermutlich neu ausgearbeitet | 09252936 |
| Direkt Bild zu diesem Denkmal hochladen | Wegestein | Bautzener Straße (Ecke Mittelstraße) (Karte)  | 19. Jahrhundert | Verkehrsgeschichtlich von Bedeutung, Natursteinstele mit pyramidalem Abschluss, in diesem Dokument standen bis April 2012 drei Wegesteine und ein Gedenkstein, nach Prüfung vor Ort im April 2012 konnten diese nicht aufgefunden werden, Dokument wurde in Wegestein umgewandelt, der bisher nicht in der Denkmalliste aufgeführt war | 09252937 |
| Direkt Bild zu diesem Denkmal hochladen | Wohnhaus, gegenüber liegendes Seitengebäude und Scheune eines ehemaligen Vierseithofes, mit Bruchsteinmauer             | Bautzener Straße 3 (Karte)                    | Bezeichnet mit 1773 (Bauernhaus); um 1800 (Seitengebäude und Scheune)                                                      | Ehemals domstiftlich, Wohnhaus barocker Bruchsteinbau mit mächtigem Krüppelwalmdach, Seitengebäude und Scheune Bruchstein verputzt mit Satteldächern, baugeschichtlich und ortsgeschichtlich von Bedeutung. Wohnhaus aus Bruchsteinen mit mächtigem Krüppelwalmdach, Fenster mit Granitgewänden. Gegenüber liegendes kleines Stallgebäude verputzter Bruchsteinbau mit Sandsteingewänden. Scheune verputzter Bruchsteinbau mit Satteldach. Seitengebäude massiv, mit hölzerner Oberlaube, offene Galerie, Schmalseite verbrettert, mittlerweile abgerissen (vor 2009). | 09252939 |
|                                         | Betsäule | Bautzener Straße 10 (Karte)                   | 2. Hälfte 18. Jahrhundert (Bildstock); bezeichnet mit 1807 (Bildstock)                                                     | Würfelartiger Sockel mit spindelförmigem Schaft, mit altdeutscher Inschrift „Domstift“ mit Würfel-Kapitell, Aufschrift „Domstift“, Granit, regionalgeschichtlich von Bedeutung. Bezieht sich auf domstiftlichen Besitz im Dorf, ehemalige Kreuzigungsgruppe fehlt seit etwa 100 Jahren. | 09252938 |
|                                         | Westliches Wohnhaus, südliches Wohnmühlenhaus und nördliche Scheune eines Mühlengehöftes sowie zwei Toreinfahrtspfeiler | Industriestraße 1 (Karte)                     | Türstock bezeichnet mit 1827 (Mühle); bezeichnet mit 1868 (Wohnmühlenhaus); bezeichnet mit 1827 (Wohnhaus); 1817 (Scheune) | Baugeschichtlich, ortsgeschichtlich und technikgeschichtlich von Bedeutung, landschaftsprägend, Wohnhaus massiv mit drei profilierten Türgewänden und Durchfahrt, Wohnmühlenhaus dreigeschossig, Torpfosten ornamental bekrönt | 09252941 |
| Direkt Bild zu diesem Denkmal hochladen | Turbinenhaus mit gesamtem Wasserbau (Wehr, Zulauf, Ablauf) und innere technische Anlage (Turbine)                       | Industriestraße 2a (Karte)                    | 1916 | Haus mit stilisiertem Ornament, technikgeschichtlich von Bedeutung | 09252942 |
| Weitere Bilder                          | Ehemaliges Kesselhaus                                                                                                   | Industriestraße 4 (Karte)                     | 1910er Jahre | Putzbau mit Thermengiebeln und Pilasterordnung, Mittelrisalit mit Turm, baugeschichtlich und technikgeschichtlich von Bedeutung, womöglich beeinflusst von Werkbundtheorien | 09252943 |

## Tabellenlegende
- Bild: Bild des Kulturdenkmals, ggf. zusätzlich mit einem Link zu weiteren Fotos des Kulturdenkmals im Medienarchiv Wikimedia Commons. Wenn man auf das Kamerasymbol klickt, können Fotos zu Kulturdenkmalen aus dieser Liste hochgeladen werden:
- Bezeichnung: Denkmalgeschützte Objekte und ggf. Bauwerksname des Kulturdenkmals
- Lage: Straßenname und Hausnummer oder Flurstücknummer des Kulturdenkmals. Die Grundsortierung der Liste erfolgt nach dieser Adresse. Der Link (Karte) führt zu verschiedenen Kartendiensten mit der Position des Kulturdenkmals. Fehlt dieser Link, wurden die Koordinaten noch nicht eingetragen. Sind diese bekannt, können sie über ein Tool mit einer Kartenansicht einfach nachgetragen werden. In dieser Kartenansicht sind Kulturdenkmale ohne Koordinaten mit einem roten bzw. orangen Marker dargestellt und können durch Verschieben auf die richtige Position in der Karte mit Koordinaten versehen werden. Kulturdenkmale ohne Bild sind an einem blauen bzw. roten Marker erkennbar.
- Datierung: Baubeginn, Fertigstellung, Datum der Erstnennung oder grobe zeitliche Einordnung entsprechend des Eintrags in der sächsischen Denkmaldatenbank
- Beschreibung: Kurzcharakteristik des Kulturdenkmals entsprechend des Eintrags in der sächsischen Denkmaldatenbank, ggf. ergänzt durch die dort nur selten veröffentlichten Erfassungstexte oder zusätzliche Informationen
- ID: Vom Landesamt für Denkmalpflege Sachsen vergebene, das Kulturdenkmal eindeutig identifizierende Objekt-Nummer. Der Link führt zum PDF-Denkmaldokument des Landesamtes für Denkmalpflege Sachsen. Bei ehemaligen Kulturdenkmalen können die Objektnummern unbekannt sein und deshalb fehlen bzw. die Links von aus der Datenbank entfernten Objektnummern ins Leere führen. Ein ggf. vorhandenes Icon  führt zu den Angaben des Kulturdenkmals bei Wikidata.